# Heteronyx collaris
Heteronyx collaris är en skalbaggsart som beskrevs av Blackburn 1890. Heteronyx collaris ingår i släktet Heteronyx och familjen Melolonthidae. Inga underarter finns listade i Catalogue of Life.